# Résistance spirituelle
 (signalé en juillet 2025).
Si vous disposez d'ouvrages ou d'articles de référence ou si vous connaissez des sites web de qualité traitant du thème abordé ici, merci de compléter l'article en donnant les références utiles à sa vérifiabilité et en les liant à la section « Notes et références ».
- Archive Wikiwix
- Bing
- Cairn
- DuckDuckGo
- E. Universalis
- Gallica
- Google
- G. Books
- G. News
- G. Scholar
- Persée
- Qwant
- (zh) Baidu
- (ru) Yandex
- (wd) trouver des œuvres sur Wikidata

La résistance spirituelle est une forme de résistance ou d'opposition, généralement non violente, à un régime politique totalitaire ou jugé tel par ses opposants, fondée sur les convictions religieuses ou philosophiques humanistes de ses militants. Cette forme de résistance, essentiellement intellectuelle, s'est particulièrement développée au XXe siècle avec l'avènement de systèmes totalitaires comme le communisme, le fascisme et le nazisme.[réf. nécessaire]